# Sopraanblokfluit
De sopraanblokfluit is het bekendste type blokfluit. Ze wordt vaak op (muziek)scholen gebruikt bij het muziekonderwijs aan kinderen.
De sopraanblokfluit produceert een hoger geluid dan de altblokfluit en is gestemd in C. Het is een octaverend instrument: het klinkt een octaaf hoger dan genoteerd. Voor kinderhanden is de sopraanblokfluit makkelijk te bespelen. Het onderhoud is hetzelfde als de altblokfluit. In sommige scholen in Nederland en andere landen wordt dit instrument bespeeld in bijvoorbeeld het schoolorkest.